# Antonio Amurri
Antonio Amurri (Ancona, 28 giugno 1925 – Roma, 18 dicembre 1992) è stato un umorista, paroliere, autore televisivo, autore radiofonico e scrittore italiano.
Scrittore di umorismo e satira (Piccolissimo, Famiglia a carico, Più di là che di qua), fu autore di una fortunata tetralogia: Discorso Costruttivo sulla Famiglia: 1. Come ammazzare la moglie, e perché, 2. Come ammazzare il marito senza tanti perché, 3. Come ammazzare mamma e papà, 4. Come ammazzare la suocera. È stato anche soggettista radiofonico e televisivo, cui si devono spettacoli di varietà molto popolari, tra i quali il più celebre è stato il programma radiofonico Gran varietà che andò in onda dal 1966 al 1979.

## Biografia
Nacque ad Ancona nel 1925. Il padre Errigo era dirigente della Telefoni Italia Media Orientale (TIMO). Lasciò Antonio orfano all'età di 13 anni. Durante la Seconda guerra mondiale fu sfollato, con la madre Emilia, dalla natia Ancona a Fano. La madre, che aveva preso il posto del padre nella società telefonica, morì a causa di un bombardamento su Fano che colpì la sede della TIMO.
Professionalmente Antonio Amurri fu scoperto dai fratelli Mantoni, Corrado (presentatore) e Riccardo (regista), che lo chiamarono alla Rai a collaborare alla rivista radiofonica Hoop… là!. Nel 1954 firmò il suo primo programma, Jazz il bandito, di cui fu coautore insieme a Raffaele Sposito ("Faele") con la regia di Lino Procacci.
Negli anni cinquanta fu redattore capo del Travaso delle idee, noto giornale satirico romano, e ha inoltre collaborato a parecchi giornali umoristici. Fu fondatore della testata Il Miliardo. Tra gli anni cinquanta e sessanta collaborò con Rivista, dove entrò nel lavoro teatrale leggero ed incontrò la notorietà. Nacquero le opere La minidonna ed I fuoriserie, con la collaborazione di Faele, Jurgens, Zapponi e Torti.
Il suo nome è spesso a quello di Dino Verde con cui ha firmato diversi programmi radiofonici. Amurri ha avuto anche un'intensa attività come paroliere, partecipando al Festival di Sanremo nel 1964, nel 1965 e nel 1968. Insieme al musicista Bruno Canfora Amurri fu autore di molti successi, scrivendo per grandi artisti come Teddy Reno (Piccolissima serenata, 1958); Mina (Sono come tu mi vuoi del 1966 e Conversazione del 1967); e Gianni Morandi (Si fa sera, del 1966 e Chimera del 1968). Inoltre ha scritto brani di successo per molte altre celebrità nazionali ed internazionali, quali: Bruno Martino, Fred Bongusto, Aurelio Fierro, Renato Carosone, Domenico Modugno, Remo Germani, Chico Buarque de Hollanda, Shirley Bassey, Sylvie Vartan e Dusty Springfield. Nel 1967 Amurri e Canfora scrisse la celeberrima Stasera mi butto, cantata da Rocky Roberts.
Negli anni 1980 Amurri e Dino Verde idearono un telegiornale satirico, Amurri e Verde News che condussero insieme su Rai 1.
Sposato con Milvia, Antonio Amurri ebbe quattro figli: il regista Franco Amurri, l'autrice televisiva Valentina Amurri, la scultrice e designer Roberta Amurri e lo scrittore Lorenzo Amurri. L'attrice italoamericana Eva Amurri è sua nipote, essendo figlia del fratello Franco Amurri e di Susan Sarandon.

## Riconoscimenti
Amurri è stato premiato con quattro maschere d'argento per gli spettacoli televisivi di cui fu autore. Inoltre ha ricevuto numerosi premi per la letteratura umoristica (Salsomaggiore, Bordighera, Forte dei Marmi).

## Programmi radiofonici Rai
- Gli alberi del viale, varietà di Amurri e Silvano Nelli (1948)
- Rosso e nero n° 2, varietà di Antonio Amurri, Faele, Ricci e Romano, regia di Riccardo Mantoni, con Nino Manfredi, Paolo Ferrari, Gianni Bonagura e Corrado, orchestra diretta da Riz Ortolani (i venerdì sera, alle ore 21, sul Secondo Programma, 1955-1956)
- Operazione Cicerone, avventura musicale di Antonio Amurri, regia di Nino Meloni, trasmessa il 26 giugno 1955.
- Il ventilatore, varietà di Amurri e Castaldo, regia di Gino Magazù, trasmessa il 25 settembre 1955.
- Il gavettino, settimanale per le forze armate di Amurri e Brancacci, regia di Renzo Tarabusi (1956)
- Ulisse aveva uno zio, commedia musicale di Antonio Amurri, regia di Renzo Tarabusi, musiche originali di Pier Emilio Bassi, compagnia di rivista di Milano (1956)
- Giochiamo alla Roulotte, avventuroso musicale di Antonio Amurri e Mario Brancacci, regia di Giulio Scarnicci, compagnia di rivista di Milano, orchestra di Pier Emilio Bassi (estate 1956)
- Le donne sono fatte cosà, rivista di Antonio Amurri (1957)
- I figli di Don Chisciotte, microrivista di Antonio Amurri e Bernardino Zapponi, regia di Pino Gilioli (1957)
- Scriveteci, ve le canteremo, un programma di Antonio Amurri, con Nanà Melis e Manlio Guardabassi (1957)
- Alle 5 in punto, varietà di Antonio Amurri (1958)
- Cappello a cilindro, fantasia in un atto e molti quadri, realizzata da Antonio Amurri, con Antonella Steni, Gianni Agus ed Elio Pandolfi (1962)
- Il cuore in soffitta, varietà di Antonio Amurri e Mino Caudana, con Nino Besozzi (1963)
- Buonasera, programma presentato da Antonio Amurri (ottobre-novembre 1963)
- Lo schiacciavoci, microshow di Antonio Amurri, regia di Osvaldo Guido Pagani, recitato da Alighiero Noschese (1965)
- Il piccolissimo di Antonio Amurri, regia di Riccardo Mantoni, con Sandra Mondaini e Renzo Palmer (1972)
- Quarto programma, un programma di Antonio Amurri e Marcello Casco (1976)

## Varietà televisivi Rai
- Il cantatutto di Amurri e Faele, regia di Mario Landi, con Nicola Arigliano, Milva e Claudio Villa, trasmesso il 14 aprile 1963.
- Doppia coppia, regia di Eros Macchi, andato in onda nel 1969 e nel 1970. Co-autore: Dino Verde.
- Canzonissima 1960. Co-autore Faele. Condotta da Alberto Lionello, Lauretta Masiero, Aroldo Tieri e Lilli Lembo. La regia era affidata a Mario Landi e la direzione musicale a Bruno Canfora.
- Studio Uno
- Speciale per noi (1971), regia di Antonello Falqui.

## Canzoni scritte da Antonio Amurri
Abbiamo indicato solo il primo interprete, gli autori della musica e gli eventuali collaboratori al testo.
- 1958 - Piccolissima serenata per Teddy Reno, Paolo Bacilieri e Renato Carosone (musica di Gianni Ferrio)
- 1958 - Ricordando Pic Nic per Paolo Bacilieri (musica di Lelio Luttazzi)
- 1960 - 'E stelle cadente per Mario Abbate, Marino Marini, Miranda Martino, Dino Giacca (musica di Franco Pisano)
- 1960 - Meraviglioso momento per Miranda Martino (musica di Giovanni Fusco)
- 1960 - Tango italiano per Miranda Martino (musica di Piero Piccioni)
- 1960 - Al posto del cuore per Miranda Martino (musica di Piero Piccioni)
- 1960 - Sposami per Joe Sentieri, inserito nella colonna sonora del film Totò, Fabrizi e i giovani d'oggi
- 1961 - Tu con me per Carla Boni e Aurelio Fierro (musica di Ettore Ballotta)
- 1962 - Improvvisamente per Mina (musica di Gianni Ferrio)
- 1963 - Madame per Bruno Martino (musica di Bruno Martino)
- 1964 - Piccolo Piccolo per Emilio Pericoli e Peter Kraus (musica di Lelio Luttazzi)
- 1965 - Prima o poi per Remo Germani e Audrey (in collaborazione con Vito Pallavicini; musica di Alfredo Ferrari)
- 1965 - Come si fa a non volerti bene per Domenico Modugno (in collaborazione con Vito Pallavicini; musica di Bruno Canfora)
- 1965 - Prima di cominciare per l'Equipe 84; musica di H. Tical)
- 1965 - E poi verrà l'autunno per Don Miko e Timi Yuro (musica di Biscerano)
- 1965 - Tu che ne sai? per Fabrizio Ferretti e Dusty Springfield (musica di Franco Pisano)
- 1965 - Supercalifragilistic-espiralidoso per Rita Pavone (in collaborazione con Roberto De Leonardis; musica: Sherman Brothers)
- 1965 - Cam caminì per Oreste Lionello (in collaborazione con Roberto De Leonardis; musica: Sherman Brothers)
- 1965 - Si fa sera per Gianni Morandi (musica di Marcello De Martino)
- 1966 - Sono come tu mi vuoi per Mina (musica di Bruno Canfora)[5]
- 1967 - Sapessi come è facile per Renato Rascel (musica di Renato Rascel)
- 1967 - Stasera mi butto per Rocky Roberts (musica di Bruno Canfora)[6]
- 1967 - La banda per Mina (musica di Chico Buarque de Hollanda)
- 1967 - Se c'è una cosa che mi fa impazzire per Mina (musica di Bruno Canfora)
- 1967 - Conversazione per Mina (musica di Bruno Canfora)
- 1967 - Gi per Fred Bongusto e Anna German (in collaborazione con Vito Pallavicini; musica di Fred Bongusto)
- 1968 - Vorrei che fosse amore per Mina (musica di Bruno Canfora)[7]
- 1968 - La vita per Elio Gandolfi e Shirley Bassey (musica di Bruno Canfora)
- 1968 - Attimo per attimo per Mina (musica di Berto Pisano)
- 1968 - Chimera per Gianni Morandi (in collaborazione con Franco Migliacci), musica di Bruno Zambrini[8]
- 1968 - Il profeta per Carmen Villani (musica di Armando Trovajoli e Carlo Pes)
- 1968 - Zum zum zum per Mina e Sylvie Vartan (musica di Bruno Canfora)[9][10]
- 1969 - Blam blam blam per Sylvie Vartan (in collaborazione con Dino Verde, musica di Franco Pisano)
- 1969 - Buonasera buonasera per Sylvie Vartan (in collaborazione con Dino Verde, musica di Franco Pisano)[11]
- 1975 - L'Intermezzo della Mantide Religiosa per la colonna sonora del film Il Casanova di Federico Fellini (musica di Nino Rota)

Per le canzoni composte con Coppotelli, vedi la voce sul chitarrista.

## Opere
- Piccolissimo, 1973
- Il travestito, 1974
- Come ammazzare la moglie, e perché, 1974
- Famiglia a carico, 1975
- Come ammazzare il marito senza tanti perché, 1976
- Stavolta m'ammazzo sul serio, 1977
- Come ammazzare mamma e papà, 1978
- Più bello di così si muore, 1979
- Dimmi di zi, 1982
- Amurri & Verde News, 1984
- Amurri & Verde News parte seconda, 1985
- Come ammazzare la suocera, 1986
- Più di là che di qua, 1987
- Qui lo dico e qui lo nego, 1990
- Piccolissimo vent'anni dopo, 1991
- Vita in famiglia, 1993

Alcune opere di Antonio Amurri sono state tradotte in spagnolo, francese, tedesco, serbo-croato e russo.